# سویا (آلاوا)

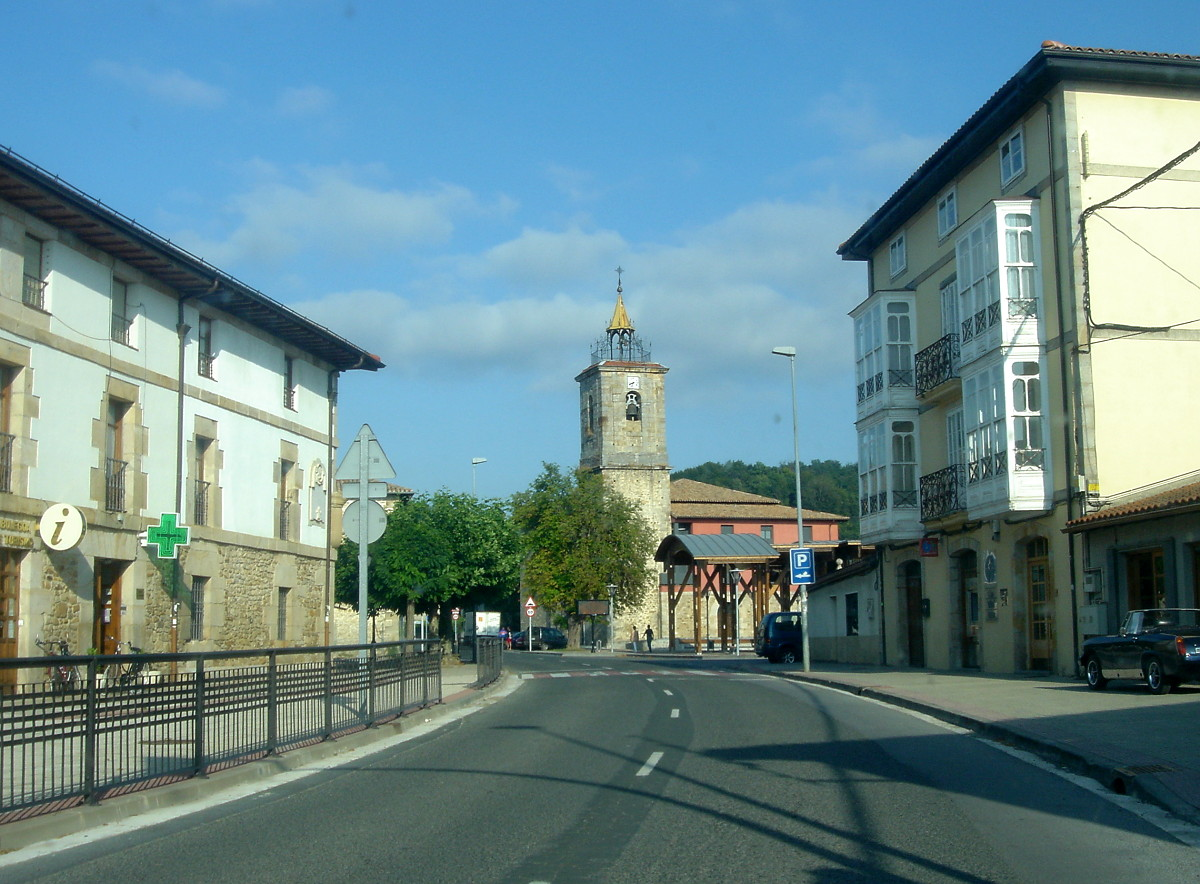
نمایی از کلیسای سَنت‌میگِل در دهستان سویا، استان آلابای - ۲۰۰۸

سویا (به اسپانیایی: Zuya) دهستانی در استان آلابای اسپانیا است.
در این دهستان 2329 نفر زندگی می‌کنند. مساحت این دهستان 122.57 کیلومتر مربع است.

## مراجع
- نام، جمعیت و مساحت از درگاه ملی آمار (اسپانیا) گرفته شده است.